# Vrútky
Vrútky (bis 1927 „Dolné Vrútky a Horné Vrútky“; deutsch Ruttek, ungarisch Ruttka) ist eine Stadt in der Mittelslowakei.

## Geographie

### Lage

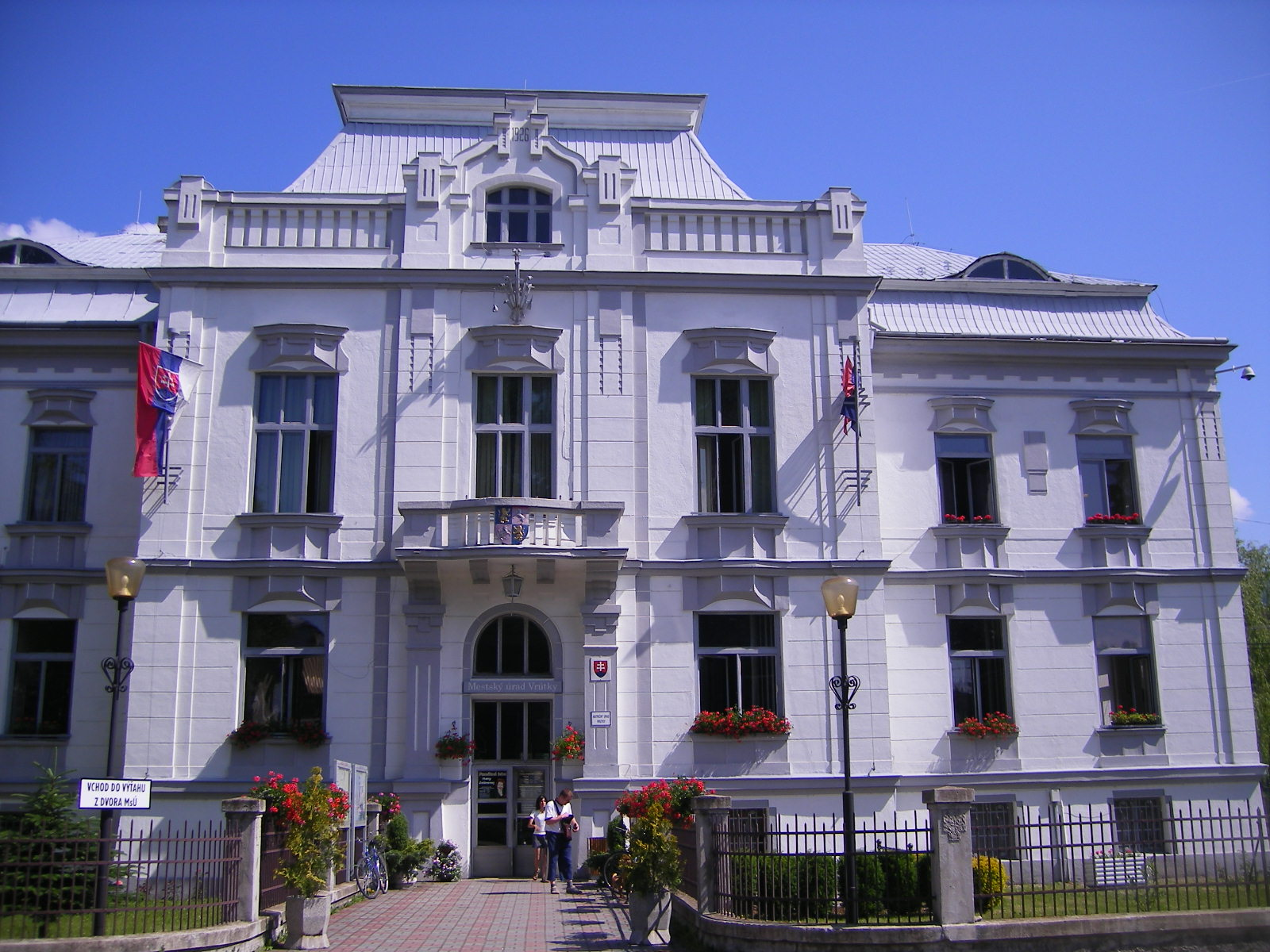
Rathaus in Vrútky

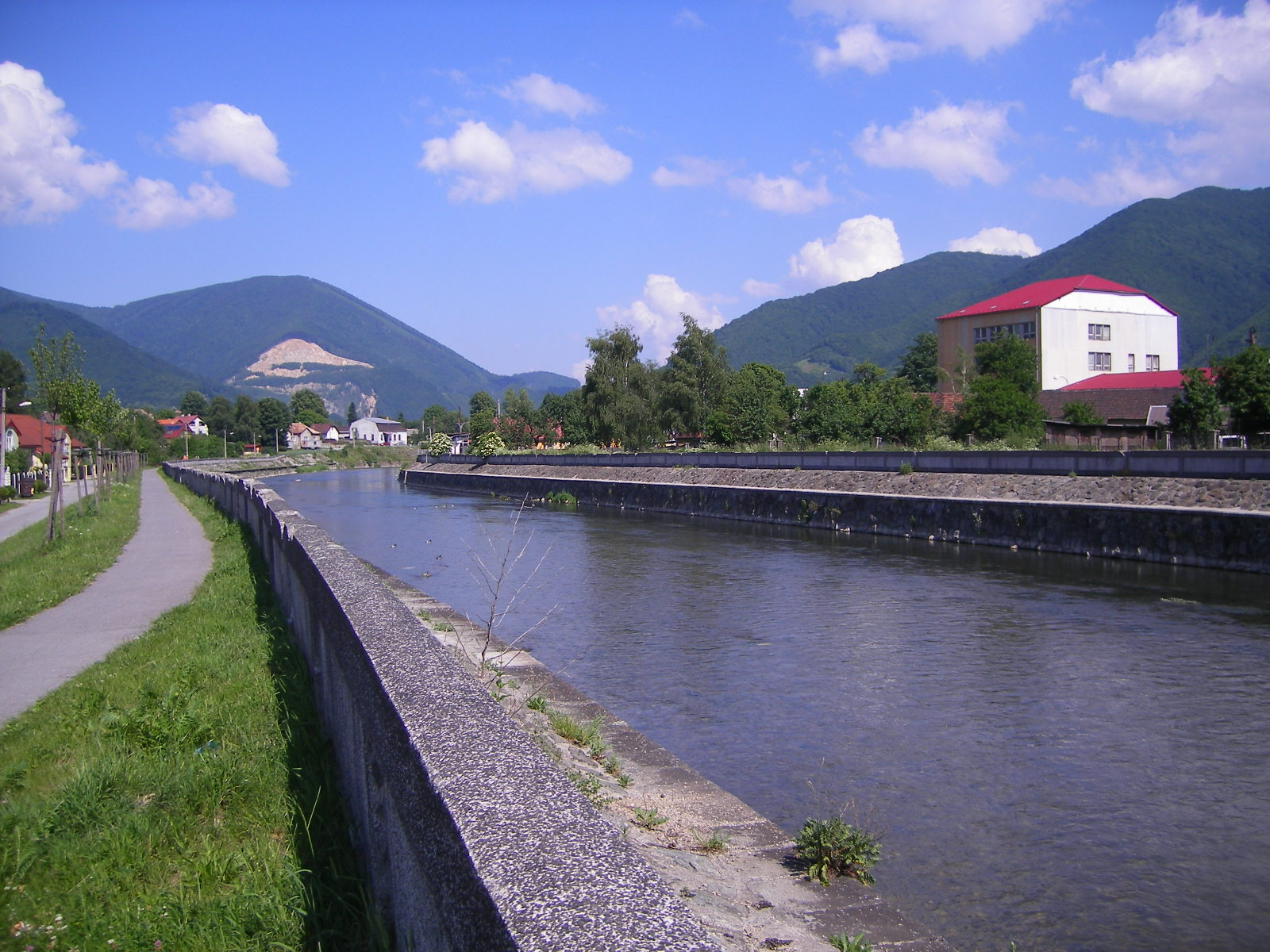
Am Fluss

Die Stadt liegt an der Mündung des Flusses Turz in die Waag unterhalb der Kleinen Fatra, etwa 3 km nördlich von Martin und 25 km östlich von Žilina. In der Umgebung befindet sich außerdem der Nationalpark Große Fatra (Národný park Veľká Fatra) und die Stadt ist Sitz dessen Verwaltung.

### Stadtteile
- Hluchovo
- Karvaša
- Blahovca

### Bevölkerung
| Jahr                | 1994 | 2004    | 2014    | 2024    |
| ------------------- | ---- | ------- | ------- | ------- |
| Anzahl der Personen | 7344 | 7275    | 7666    | 7397    |
| Unterschied         |      | −0,93 % | +5,37 % | −3,50 % |

| Jahr                | 2023 | 2024    |
| ------------------- | ---- | ------- |
| Anzahl der Personen | 7399 | 7397    |
| Unterschied         |      | −0,02 % |

Ein Großteil der ungarischen Eisenbahner verließ nach 1919 die Stadt. Infolge des Zweiten Weltkrieges gibt es auch keine deutsche und jüdische Bevölkerung mehr.

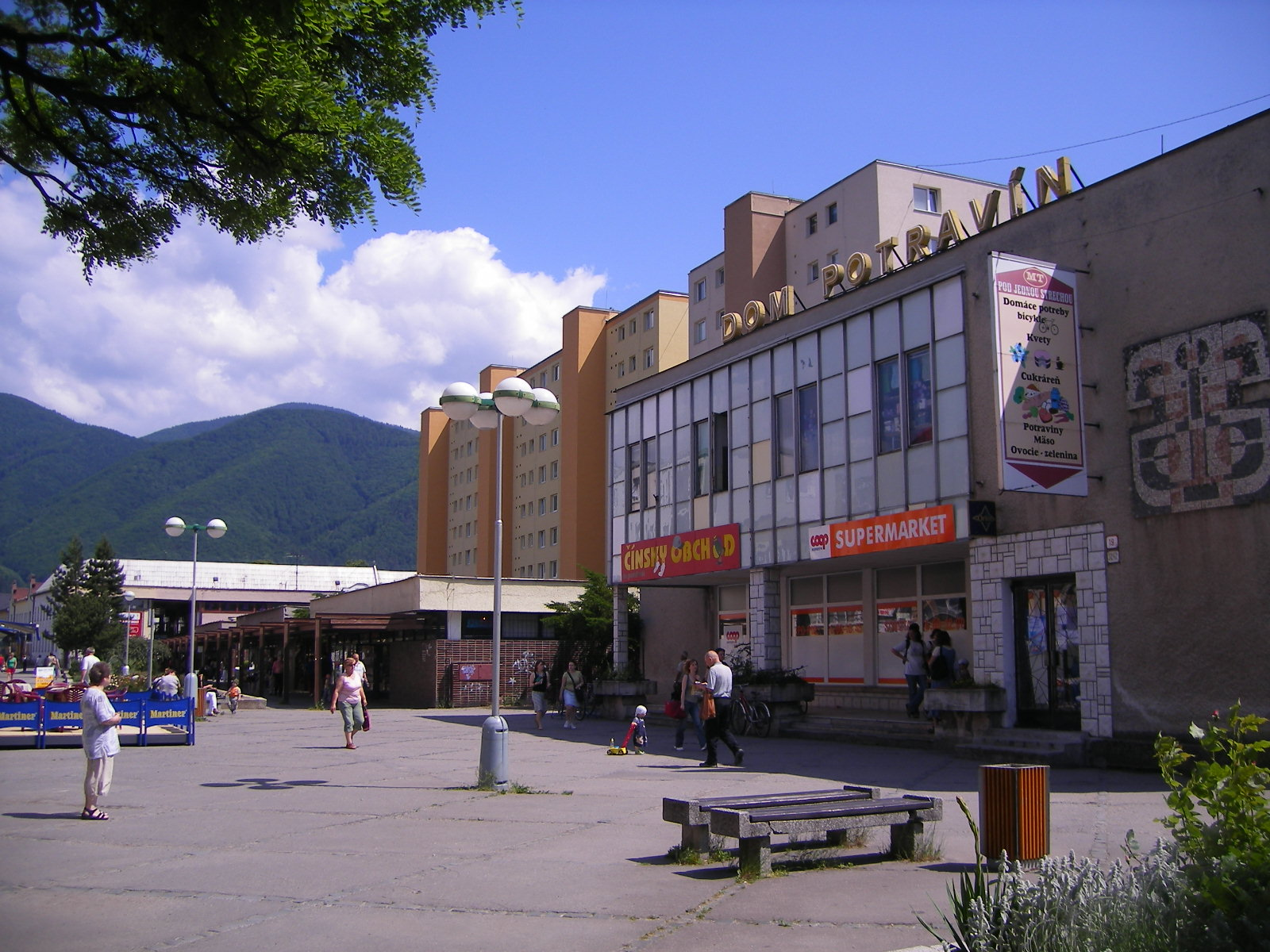
Zentrum

Bei der Zählung von 2001 hatte die Stadt 7298 Einwohner, davon 96,01 % Slowaken, 1,33 % Tschechen, 0,47 % Zigeuner und 0,33 Madjaren. Nach der Religionszugehörigkeit waren 50,34 % römisch-katholisch, 24,86 % ohne Bekenntnis und 19,01 % evangelisch.

## Geschichte
Der Ort wurde 1255 zum ersten Mal schriftlich als villa Vrutk erwähnt.
Schon zum Ende des 13. Jahrhunderts wurde in den Aufzeichnungen zwischen Dolné Vrútky und Horné Vrútky unterschieden. Der Ort war lange durch die Landwirtschaft geprägt. 1869 lebten hier 917 Einwohner.
Im Zuge des Baues der Eisenbahnlinien Žilina–Košice (1871) und Zvolen–Vrútky (1873) entstanden neue Wirtschaftszweige, und es kam zu einem Aufschwung. Vor allem die Eisenbahnwerkstätten sind wichtig für die Stadt.
1901 lebten in der Stadt 4345 meist slowakische und deutsche Einwohner (römisch-katholischer und evangelischer Konfession). 1910 waren es bereits 6249 Einwohner.
Bis 1918 gehörte Vrútky zum Komitat Turz im Königreich Ungarn.
Durch die Verträge von Trianon kam der Ort zur neu entstandenen Tschechoslowakei und dann ab 14. März 1939 zum unabhängigen Slowakischen Staat.
1921 hatte Vrútky 6807 Einwohner in 637 Häusern, davon waren 5712 Slowaken, 359 Madjaren, 266 Juden und 252 Deutsche.
Ende des Zweiten Weltkrieges wurde die Stadt am 11. April 1945 von tschecho-slowakischen Brigaden eingenommen.
Von 1949 bis 1954 und 1971 bis 1990 war die Gemeinde mit der benachbarten Stadt Martin zusammengeschlossen, seit 1990 hat sie Stadtstatus.
Seit 1993 ist sie ein Teil der Slowakei.

## Sehenswürdigkeiten

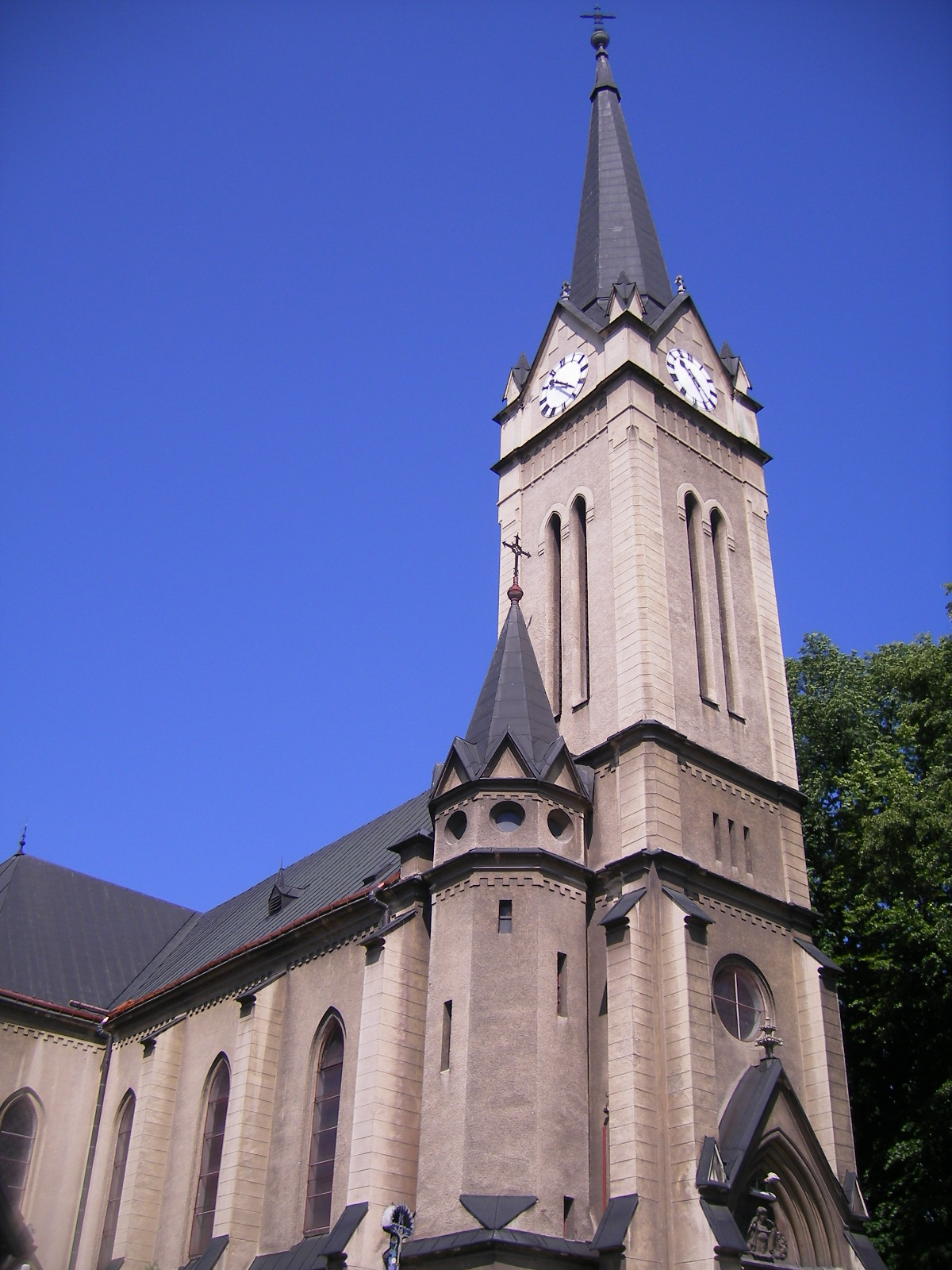
Katholische Kirche

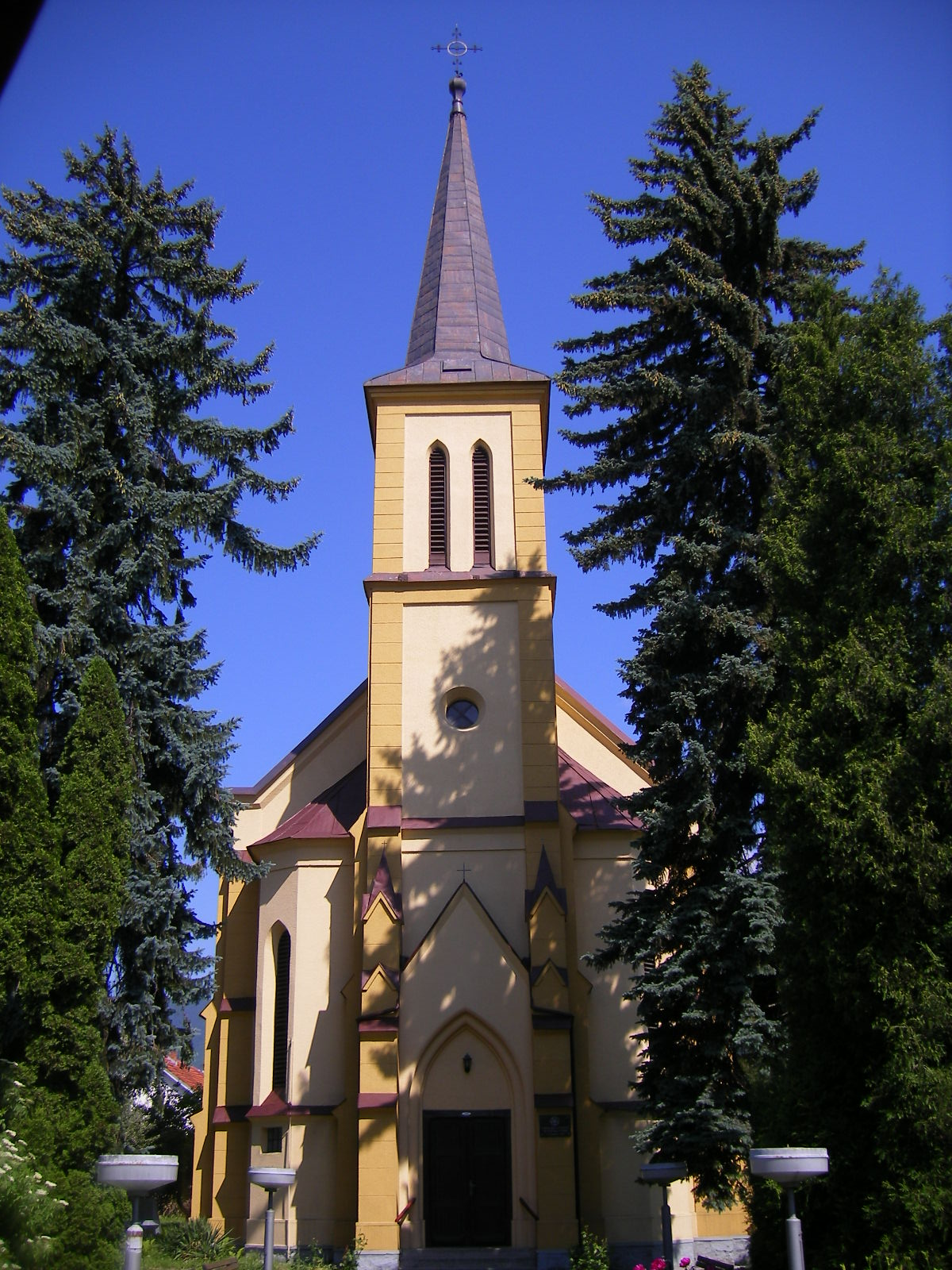
Evangelische Kirche

- gotische Kirche von 1285, 1905 im neogotischen Stil umgebaut
- neogothische evangelische Lutherkirche (1903)
- Synagoge (1910)
- Rathaus (1926)

## Verkehr
Der Bahnhof Vrútky ist ein bedeutender Eisenbahnknoten. Ursprünglich war es der Knotenpunkt der Kaschau-Oderberger Bahn und der Bahnlinie Ruttka-Budapest, der heutigen Bahnstrecke Salgótarján–Vrútky.

## Bildung
Im Moment gibt es im Ort eine Mittelschule, 2 Grundschulen, 1 Freizeitzentrum und 4 Kindergärten.

## Sport
- Fußball: TJ Lokomotíva Vrútky
- Tennis: TK Vrútky
- Streethockey: Kometa Vrútky

## Städtepartnerschaften
- Nymburk (Tschechien)
- Fulnek (Tschechien)
- Bebra (Deutschland)
- Łaziska Górne (Polen)

## Persönlichkeiten
- John Daniel Hertz (1879–1961), Geschäftsmann
- Stanislav Landa (1898–1981), Chemiker
- Colman Von Keviczky (1909–1998), ungarischer Berufsoffizier und international vernetzter Ufologe
- Arpád Tesár (1919–1989), Bauingenieur
- Radoslav Brzobohatý (1932–2012), Schauspieler
- Adolf Scherer (1938–2023), Fußballspieler
- Vladimir Weiss (1939–2018), Fußballspieler
- Rastislav Špirko (* 1984), Eishockeyspieler